# Fuziunea puterilor
Fuziunea puterilor este o caracteristică a unor forme parlamentare de guvernare, în care diferite ramuri ale guvernării sunt amestecate sau fuzionate, de obicei ramurile executivă și legislativă. Aceasta se contrastează cu separarea puterilor întâlnită în formele de guvernare prezidențiale, semiprezidențiale și parlamentare dualiste, unde componența puterii legislative și a celei executive nu se poate suprapune.
Fuzionarea puterilor există în multe, dacă nu în majoritatea, democrațiilor parlamentare, și se face acest lucru intenționat. Totuși, în toate democrațiile moderne, puterea judecătorească nu deține puteri legislative sau executive.
Sistemul a apărut inițial ca urmare a evoluției politice din Regatul Unit de-a lungul multor secole, pe măsură ce puterile monarhului au fost constrânse de Parlament.

## Exemple

### Australia
Australia are un sistem parlamentar parțial derivat din cel de la Westminster, în care puterea executivă este compusă în întregime din membri ai puterii legislative. Miniștrii guvernului trebuie să fie membri ai parlamentului, însă sistemul judiciar federal își păstrează independența față de celelalte două puteri.

### Canada
Canada, la fel ca alte țări parlamentare care utilizează sistemul Westminster, are o fuziune între puterea executivă și cea legislativă, prim-ministrul și alți miniștri ai cabinetului fiind membri ai Parlamentului.

### Danemarca
Guvernul danez se bazează pe încrederea parlamentului (Folketinget) pentru a rămâne la putere. Dacă o moțiune de neîncredere împotriva guvernului are succes, acesta se prăbușește și fie se formează un nou guvern, fie sunt convocate noi alegeri. Prin urmare, puterea executivă se bazează pe puterea legislativă.

### Franța
Actuala Republică Franceză (a Cincia Republică Franceză), oferă un exemplu de fuziune a puterilor dintr-o țară care nu urmează sistemul Westminster . Mai degrabă, Franța urmează un model cunoscut alternativ sub numele de sistem semiprezidențial sau „sistem mixt prezidențial-parlamentar”, care există undeva între democrațiile parlamentare și democrațiile prezidențiale.

### Israel
Israelul are un sistem parlamentar derivat din cel de la Westminster, în care guvernul este alcătuit în general din membri ai Knessetului, parlamentul Israelului. În Israel este posibil din punct de vedere legal să se numească miniștri care nu sunt membri ai Knessetului, dar acest lucru nu se face de obicei. Conform legii, Prim-ministrul și Viceprim-ministrul trebuie să fie membri ai Knessetului.

### Regatul Unit
Regatul Unit este în general considerat țara cu cea mai puternică fuziune a puterilor. Până în 2005, Lordul Cancelar era o fuziune completă a tuturor ramurilor, fiind președinte în Camera Lorzilor, ministru al guvernului care conducea Departamentul Lordului Cancelar și șeful sistemului judiciar.